# Saint-Lyé-la-Forêt
Ne doit pas être confondu avec Saint-Lyé.
Saint-Lyé-la-Forêt est une commune française, située dans le département du Loiret en région Centre-Val de Loire.

## Géographie

### Localisation

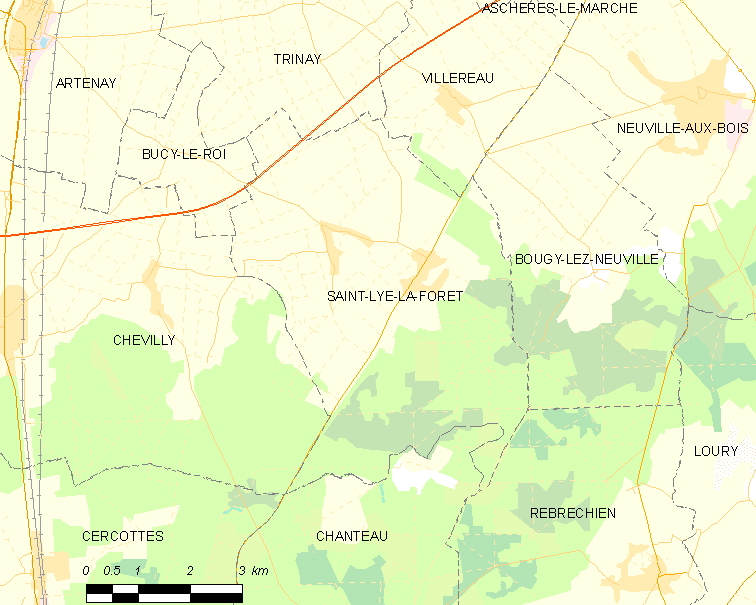
Carte de la commune de Saint-Lyé-la-Forêt et des communes limitrophes.

La commune de Saint-Lyé-la-Forêt se trouve dans le quadrant nord-ouest du département du Loiret, dans la région agricole de l'Orléanais et l'aire urbaine d'Orléans.  À vol d'oiseau, elle se situe à 16,3 km  d'Orléans, préfecture du département, et à 6,1 km de Neuville-aux-Bois, ancien chef-lieu du canton dont dépendait la commune avant mars 2015. La commune fait partie du bassin de vie de Neuville-aux-Bois.
Les communes les plus proches sont : Bougy-lez-Neuville (3,2 km), Villereau (3,2 km), Bucy-le-Roi (5,3 km), Trinay (5,4 km), Neuville-aux-Bois (6,1 km), Rebréchien (7,5 km), Aschères-le-Marché (7,6 km), Chevilly (8,2 km), Chanteau (8,5 km) et Ruan (8,5 km).

### Lieux-dits et écarts
Aigrefin - Bois Saint-Germain - Châteaugaillard - Couarde - Coudresceau - la Brosse - la Croix Bucheron - la Fontaine - la Grande Chauderie - la Petite Fontaine - le Grillon - le Haut Bout - le Moulin - le Plessis - les Bordes Givry -  les Charmettes - les Chauderies - les Ecossoires - les Fermes Neuves -  les Mardelles.

### Géologie et relief
- qOE : Limons et loess quaternaires
- m3-p1SASo : Sables et argiles de Sologne (Langhien supérieur à Pliocène inférieur.)
- m2MSO : Marnes et sables de l'Orléanais (Burdigalien)
- m2MCO : Marnes et calcaires de l'Orléanais (Burdigalien)

Carte géologique de la commune de Saint-Lyé-la-Forêt.
qOE : Limons et loess quaternaires
m3-p1SASo : Sables et argiles de Sologne (Langhien supérieur à Pliocène inférieur.)
m2MSO : Marnes et sables de l'Orléanais (Burdigalien)
m2MCO : Marnes et calcaires de l'Orléanais (Burdigalien)
(: Gouffre, aven
$ : Carrière à ciel ouvert

La région d’Orléans se situe dans le sud du Bassin parisien, vaste cuvette composée d’un empilement de couches sédimentaires d’origines essentiellement détritiques (issus de l’érosion d’anciennes chaînes de montagnes) et carbonatées (précipitation de carbonate de calcium). Ces dépôts s'étagent du Trias (- 250 millions d’années) au Pliocène (- 23 millions d’années) et se font surtout en contexte marin, mais aussi en milieu lacustre. Les successions de périodes glaciaires et interglaciaires au Quaternaire aboutissent à la configuration géomorphologique actuelle : altération plus ou moins profonde des roches en place, terrasses alluviales anciennes perchées sur les plateaux et incision de la vallée actuelle de la Loire,.
Les calcaires de Beauce, qui constituent le socle du territoire communal, se forment à l'Aquitanien (de - 23 à - 20,5 millions d’années). Leur partie supérieure, les marnes et calcaires de l’Orléanais (m2MCO), occupe la partie centrale de la commune. Les marnes et sables de l’Orléanais (m2MSO), premiers dépôts burdigaliens (de – 20,44 à – 15,97 millions d'années) recouvrant les calcaires de Beauce, occupent occupent la partie ouest de la commune. Ces sables sont essentiellement composés de grains de quartz émoussés, accompagnés de feldspaths kaolinisés et friables, de silex à patine noire et de graviers calcaires particulièrement fréquents à la base de la formation,. Cette formation est elle-même surmontée par les sables et argiles de Sologne (m3-p1SASO), datés du Langhien supérieur au Pliocène inférieur, une formation composée de sables (quartz gneissique ou granitique) argileux très grossiers à fins et de lentilles d’argile verte, pure ou sableuse, occupant une partie est de la commune. Enfin une poche de limons et lœss (qOE), datés du Quaternaire, affleure sur une frange nord-ouest de la commune.
Fragmentés et fissurés, les calcaires peuvent être le siège de phénomènes karstiques. Les circulations préférentielles d’eaux souterraines érodent ces calcaires en profondeur et entraînent la formation de dépressions, gouffre ou dolines. Les manifestations en surface de ces fragilités ne sont pas rares dans la région orléanaise. 71 cavités ont été inventoriées par le service régional Centre du BRGM sur la commune, en octobre 2003 : onze gouffres, trois carrières souterraines et des dolines (dépressions circulaires ou elliptiques liée à l'activité karstique).
Le territoire communal est relativement plat puisque la dénivelée maximale est de 17 mètres. L'altitude du territoire varie en effet de 120 mètres à 137 mètres,.

### Climat
Pour des articles plus généraux, voir Climat du Centre-Val de Loire et Climat du Loiret.
En 2010, le climat de la commune est de type climat océanique dégradé des plaines du Centre et du Nord, selon une étude du CNRS s'appuyant sur une série de données couvrant la période 1971-2000. En 2020, Météo-France publie une typologie des climats de la France métropolitaine dans laquelle la commune est exposée à un climat océanique altéré et est dans la région climatique Moyenne vallée de la Loire, caractérisée par une bonne insolation (1 850 h/an) et un été peu pluvieux.
Pour la période 1971-2000, la température annuelle moyenne est de 10,7 °C, avec une amplitude thermique annuelle de 15,4 °C. Le cumul annuel moyen de précipitations est de 658 mm, avec 10,8 jours de précipitations en janvier et 7,3 jours en juillet. Pour la période 1991-2020, la température moyenne annuelle observée sur la station météorologique de Météo-France la plus proche, sur la commune de Trinay à 6 km à vol d'oiseau, est de 11,4 °C et le cumul annuel moyen de précipitations est de 645,3 mm,. Pour l'avenir, les paramètres climatiques de la commune estimés pour 2050 selon différents scénarios d'émission de gaz à effet de serre sont consultables sur un site dédié publié par Météo-France en novembre 2022.

## Toponymie
Sous la Révolution française, le nom de la commune est orthographié Saint-Lié ; dès le début du XIXe siècle, on trouve l'orthographe Saint-Lyé. En 1919, le village adopte l'appellation composée Saint-Lyé-la-Forêt.
Saint-Lyé est un hagiotoponyme qui fait référence à Sanctus Laetus (Lié de Micy), nom d’un moine de l’Orléanais au VIe siècle, proposé par Dauzat & Rostaing semble tout à fait plausible.

## Histoire
Le bourg actuel de Saint-Lyé-la Fôret s’étend très probablement à l'emplacement d'un site routier antique de la voie Orléans-Paris, dont le tracé serait repris par la RD97 (Soyer, 1971).
L'agglomération aurait été occupée du Ier  Ap. J.-C. au Bas-Empire. En l'état actuel des connaissances, il est malheureusement impossible de délimiter son extension et de la caractériser plus précisément. Elle pouvait s'étirer le long de la voie Orléans-Paris sur plus de 500 m de longueur comme d'autres « village-rue » découverts dans la cité carnute à Berchère-Saint-Germain ou bien Tremblay-les-Village/Le Boulay-Thierry en Eure-et-Loir (Cribellier dir., 2016, p. 467).
On rapporte qu'aux croisades, Simon de Bombelle ayant sauvé Saint-Louis en le couvrant de son écu, le roi lui donna, à son retour en France, vers 1273, la baronnie de la Mothe-Saint-Lyé qui resta dans cette famille pendant trois siècles.[réf. nécessaire]

### Révolution française et Empire

#### Nouvelle organisation territoriale
Le décret de l'Assemblée Nationale du 12 novembre 1789 décrète « il y aura une municipalité dans chaque ville, bourg, paroisse ou communauté de campagne ». En 1790, dans le cadre de la création des départements, le Loiret compte alors 367 municipalités, rattachées à 59 cantons et 7 districts. La municipalité de Saint Lié est rattachée au canton de Neuville et au district de Neuville.  Le terme « commune », au sens de l’administration territoriale actuelle, est imposé par le décret de la Convention nationale du 10 brumaire an II (31 octobre 1793) : « La Convention nationale, sur la proposition d’un membre, décrète que toutes les dénominations de ville, bourg ou village sont supprimées et que celle de commune leur est substituée ». Ainsi la municipalité de Saint Lié devient formellement « commune de Saint Lié » en 1793.
Les cantons sont supprimés, en tant que découpage administratif, par une loi du 26 juin 1793, et ne conservent qu'un rôle électoral, permettant l’élection des électeurs du second degré chargés de désigner les députés,. La Constitution du 5 fructidor an III, appliquée à partir de vendémiaire an IV (1795) supprime les districts, considérés comme des rouages administratifs liés à la Terreur, mais maintient les cantons qui acquièrent dès lors plus d'importance en retrouvant une fonction administrative. Enfin, sous le Consulat, un redécoupage territorial visant à réduire le nombre de justices de paix ramène le nombre de cantons dans le Loiret de 58 à 31,. Saint-Lyé-la-Forêt est alors rattachée au canton Neuville et à l'Arrondissement d'Orléans par arrêté du 9 vendémiaire an X (1er octobre 1801),,. Cette organisation va rester inchangée jusqu'en 2015.

## Urbanisme

### Typologie
Au 1er janvier 2024, Saint-Lyé-la-Forêt est catégorisée commune rurale à habitat dispersé, selon la nouvelle grille communale de densité à sept niveaux définie par l'Insee en 2022.
Elle est située hors unité urbaine. Par ailleurs la commune fait partie de l'aire d'attraction d'Orléans, dont elle est une commune de la couronne,. Cette aire, qui regroupe 136 communes, est catégorisée dans les aires de 200 000 à moins de 700 000 habitants,.

### Occupation des sols
L'occupation des sols de la commune, telle qu'elle ressort de la base de données européenne d’occupation biophysique des sols Corine Land Cover (CLC), est marquée par l'importance des territoires agricoles (56,5 % en 2018), une proportion sensiblement équivalente à celle de 1990 (56,7 %). La répartition détaillée en 2018 est la suivante : 
terres arables (56,5 %), forêts (37 %), milieux à végétation arbustive et/ou herbacée (3,4 %), zones urbanisées (3,1 %).
L'évolution de l’occupation des sols de la commune et de ses infrastructures peut être observée sur les différentes représentations cartographiques du territoire : la carte de Cassini (XVIIIe siècle), la carte d'état-major (1820-1866) et les cartes ou photos aériennes de l'IGN pour la période actuelle (1950 à aujourd'hui).

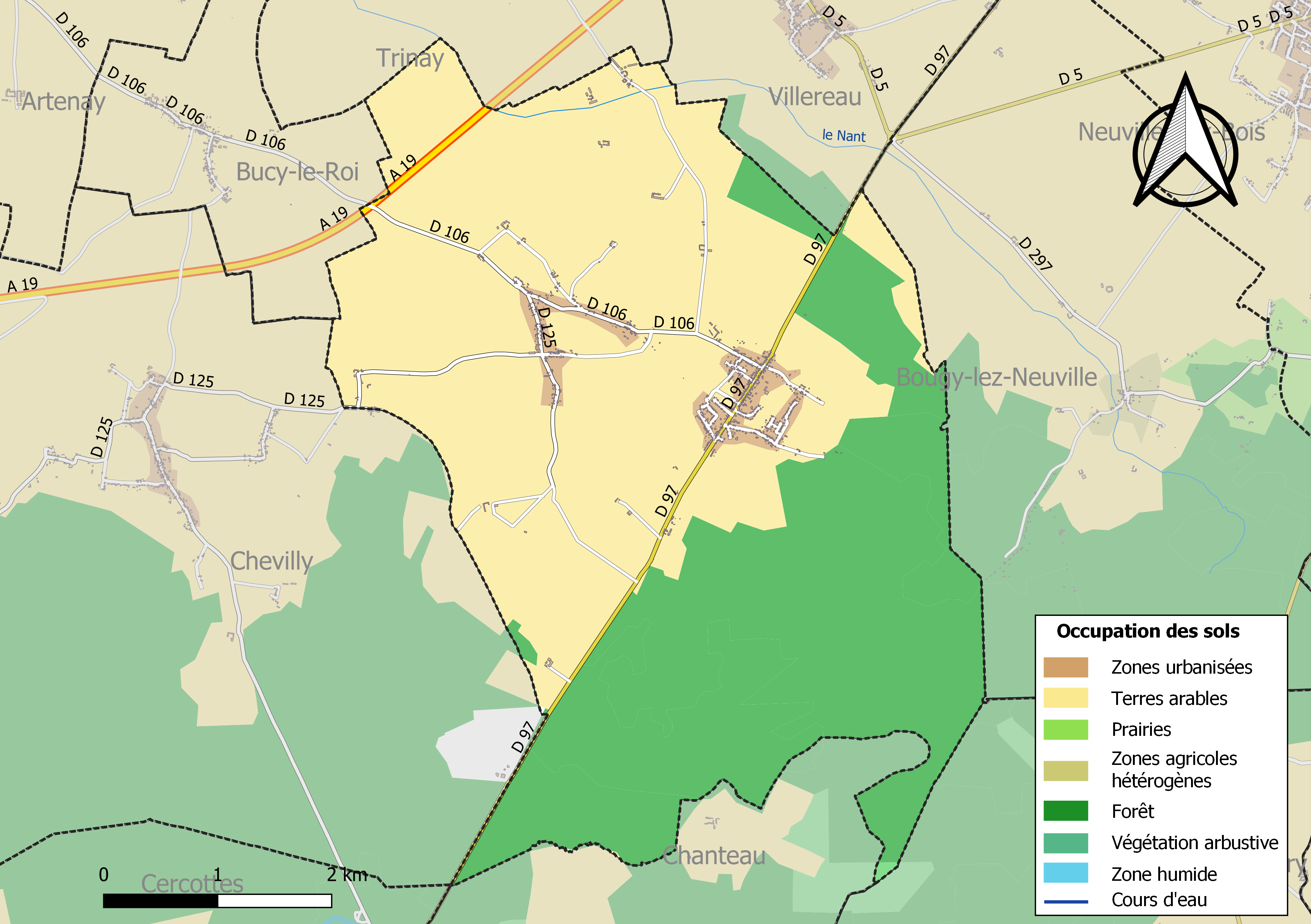
Carte des infrastructures et de l'occupation des sols de la commune en 2018 (CLC).
Carte orthophotographique de la commune en 2016.

### Planification

#### Plan local d'urbanisme
La commune prescrit l'élaboration d'un plan d'occupation des sols en mai 1984. Le document est approuvé en septembre 1990 puis révisé en janvier 2001 et modifié en 2002, 2003, 2004 et 2010.
La loi relative à la solidarité et au renouvellement urbains du 13 décembre 2000, dite loi SRU, complétée par la loi urbanisme et habitat du 2 juillet 2003, marque une évolution de la planification urbaine en créant notamment les plans locaux d’urbanisme (PLU), vecteurs de projets de territoire, appelés à se substituer progressivement aux plans d’occupation des sols. Le PLU contient deux éléments nouveaux par rapport au POS : le plan d'aménagement et de développement durable (PADD), qui exprime le projet de la ville par des orientations générales en matière d'urbanisme, de développement, d'équipement et de préservation de l'environnement et les orientations d'aménagement et de programmation (OAP) qui correspondent à des zooms qui peuvent porter sur des quartiers ou secteurs à mettre en valeur, réhabiliter, restructurer ou aménager, ou sur l'aménagement d'un espace public, etc. Dans ce cadre le conseil municipal prescrit la révision du Plan d’occupation des sols et sa transformation en plan local d'urbanisme le 9 septembre 2015,. En absence de PLU approuvé, c'est le POS de 2001 qui est le document d'urbanisme de référence.

#### Documents d'orientations intercommunaux
La commune est membre du pays Forêt d'Orléans - Val de Loire, qui regroupe 32 communes. En 2012 les Pays Forêt d'Orléans Val de Loire, Loire Beauce et Sologne Val-sud sont les seuls territoires du département du Loiret ne disposant pas de schéma de cohérence territoriale (SCoT). Compte tenu  de l'intérêt de cet outil pour l'avenir des territoires, les élus de ces pays décident d'engager une démarche commune d'élaboration de SCoT. Le comité syndical du Pays Forêt d'Orléans - Val de Loire décide de prendre le 8 octobre 2015 la compétence « élaboration, gestion et suivi du Schéma de Cohérence Territoriale » et, après avis favorable conforme des différentes communes membres (le 8 décembre 2015 pour Saint-Lyé-la-Forêt), le préfet approuve la modification des statuts en ce sens le 19 février 2016. Les trois SCoT sont lancés officiellement et simultanément à La Ferté-Saint-Aubin le 21 juin 2014, l'assistance à maîtrise d'ouvrage étant confiée à un seul bureau d'études. Après étude et concertation de 2014 à 2017, le document doit être approuvé en 2018.

### Voies de communication et transports

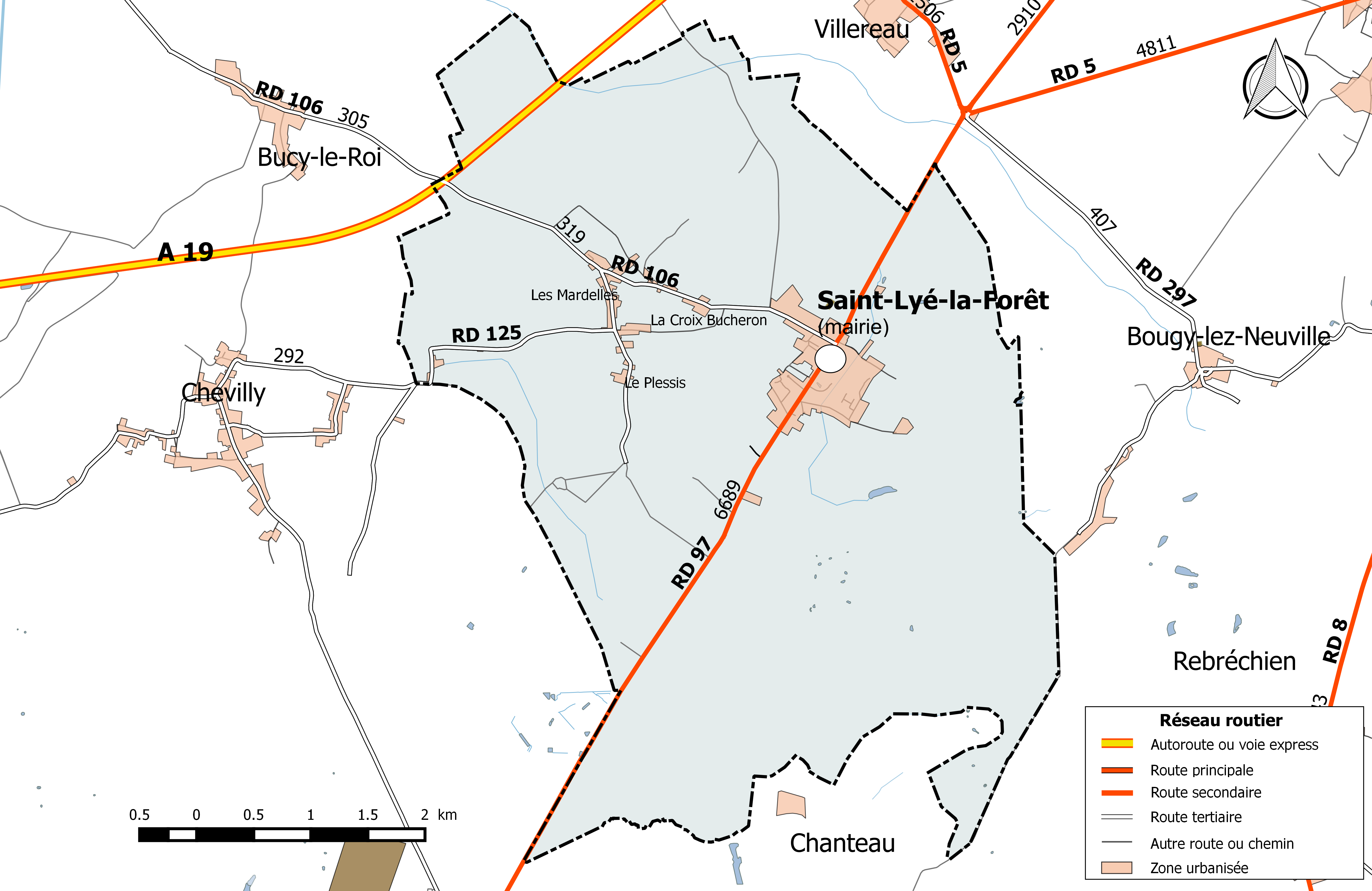
Réseau routier principal de la commune de Saint-Lyé-la-Forêt (avec indication du trafic routier 2014).

#### Infrastructures routières
La commune est traversée par l'autoroute A19 et trois routes départementales : la RD 97 (6 689 véhicules/jour), qui relie Orléans à Pannecières, 
la RD 106 (319 véhicules/jour), qui relie le centre-bourg à Artenay et  
la RD 125 (292 véhicules/jour), qui le relie à Chevilly.
L'autoroute A19, mise en service en 2009,  traverse la commune dans sa partie nord-ouest, mais n'a aucun échange avec son territoire. L'accès le plus proche à cette autoroute est le diffuseur de Beaune-la-Rolande, situé à 22 km sur la commune d'Auxy et constituant la sortie n°6. L'accès à l'autoroute A10 se situe quant à lui au niveau d'Artenay, à 10 km.
Complétant ces voies, la commune est sillonnée de plusieurs voies communales et chemins ruraux  desservant ses fermes et hameaux et les bourgs environnants.

#### Transports en commun routiers
En 2016, Saint-Lyé-la-Forêt est desservie par la ligne régulière no 20 du réseau d'autocars interurbains Ulys qui relie Pithiviers - Chilleurs-aux-Bois - Neuville-aux-Bois - Saint-Lyé-la-Forêt - Orléans. Des correspondances SNCF sont assurées à la gare d'Orléans et TAO et Transbeauce à la Gare routière d'Orléans. À compter du 1er janvier 2017, la compétence des services de transports routiers interurbains, réguliers et à la demande est transférée des départements aux régions, et donc localement du département du Loiret à la région Centre-Val de Loire, consécutivement à la loi NOTRe du 7 août 2015. Dans ce cadre le Réseau de mobilité interurbaine « Rémi » remplace chacun des réseaux départementaux et en particulier le réseau Ulys dans le Loiret et  entre en service à compter de la rentrée scolaire du 4 septembre 2017.

### Risques majeurs
La commune de Saint-Lyé-la-Forêt est vulnérable à différents aléas naturels : climatiques (hiver exceptionnel ou canicule), mouvements de terrains ou sismique (sismicité très faible). Elle est également exposée à un risque technologique : le risque de transport de matières dangereuses. 
Entre 1989 et 2019, huit arrêtés ministériels ayant porté reconnaissance de catastrophe naturelle ont été pris pour le territoire de la commune : quatre  pour des inondations et coulées de boues et quatre pour des mouvements de terrains.

#### Risques naturels
Le territoire de la commune peut être concerné par un risque d'effondrement de cavités souterraines non connues. Une cartographie départementale de l'inventaire des cavités souterraines et des désordres de surface a été réalisée. Il a été recensé sur la commune plusieurs effondrements de cavités.
Par ailleurs le sol du territoire communal peut faire l'objet de mouvements de terrain liés à la sècheresse. Le phénomène de retrait-gonflement des argiles est la conséquence d'un changement d'humidité des sols argileux. Les argiles sont capables de fixer l'eau disponible mais aussi de la perdre en se rétractant en cas de sècheresse. Ce phénomène peut provoquer des dégâts très importants sur les constructions (fissures, déformations des ouvertures) pouvant rendre inhabitables certains locaux. Celui-ci a particulièrement affecté le Loiret après la canicule de l'été 2003. Une grande partie du territoire de la commune est exposée à un aléa « fort » face à ce risque, selon l'échelle définie par le Bureau de recherches géologiques et minières (BRGM).
Depuis le 22 octobre 2010, la France dispose d’un nouveau zonage sismique divisant le territoire national en cinq zones de sismicité croissante. La commune, à l’instar de l’ensemble du département,  est concernée par un risque très faible.

#### Risques technologiques
La commune est exposée au risque de transport de matières dangereuses, en raison du passage sur son territoire d'un itinéraire routier structurant supportant un fort trafic (l'autoroute A19),.

## Politique et administration

### Découpage territorial
La commune de Saint-Lyé-la-Forêt est membre de la communauté de communes de la Forêt, un établissement public de coopération intercommunale (EPCI) à fiscalité propre créé le 1er janvier 2000 dont le siège est à Neuville-aux-Bois. Ce dernier est par ailleurs membre d'autres groupements intercommunaux qui sont, en 2020, le PETR Forêt d'Orléans-Loire-Sologne, l'Agence Loiret Numérique, le Syndicat mixte de la production d'eau potables de la Sevinerie, le Syndicat mixte pour la collecte et le traitement des déchets ménagers de l'arrondissement de Pithiviers (SMITOMAP), le Syndicat mixte de ramassage et de traitement des ordures ménagères (SMIRTOM) de la région d'Artenay et le Syndicat mixte des bassins versants de la Bionne et du Cens.
Sur le plan administratif, elle est rattachée à l'arrondissement d'Orléans, au département du Loiret et à la région Centre-Val de Loire. Sur le plan électoral, elle dépend du  canton de Pithiviers pour l'élection des conseillers départementaux, depuis le redécoupage cantonal de 2014 entré en vigueur en 2015, et de la cinquième circonscription du Loiret  pour les élections législatives, depuis le dernier découpage électoral de 2010.

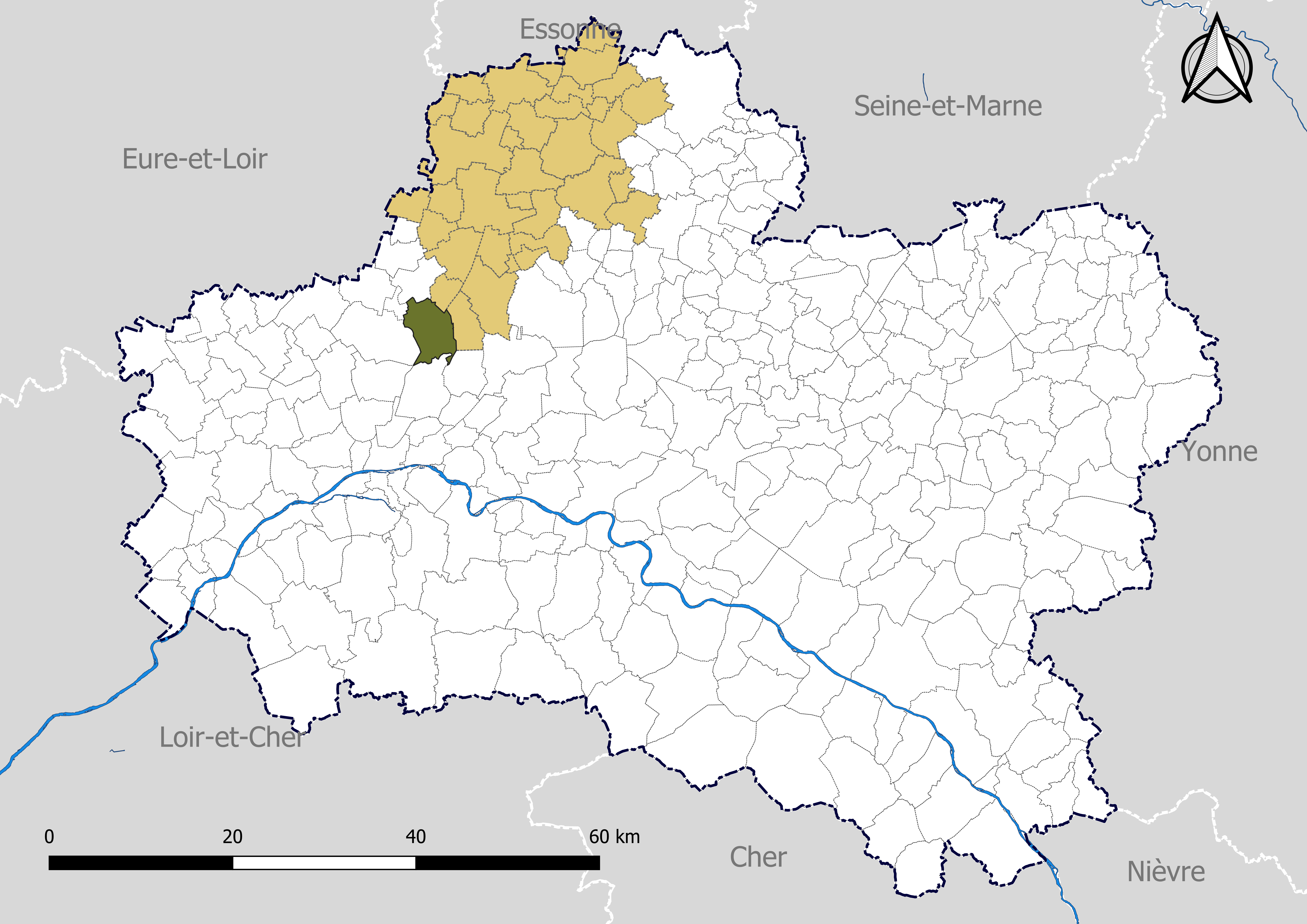
Saint-Lyé-la-Forêt dans le canton de Pithiviers en 2020.
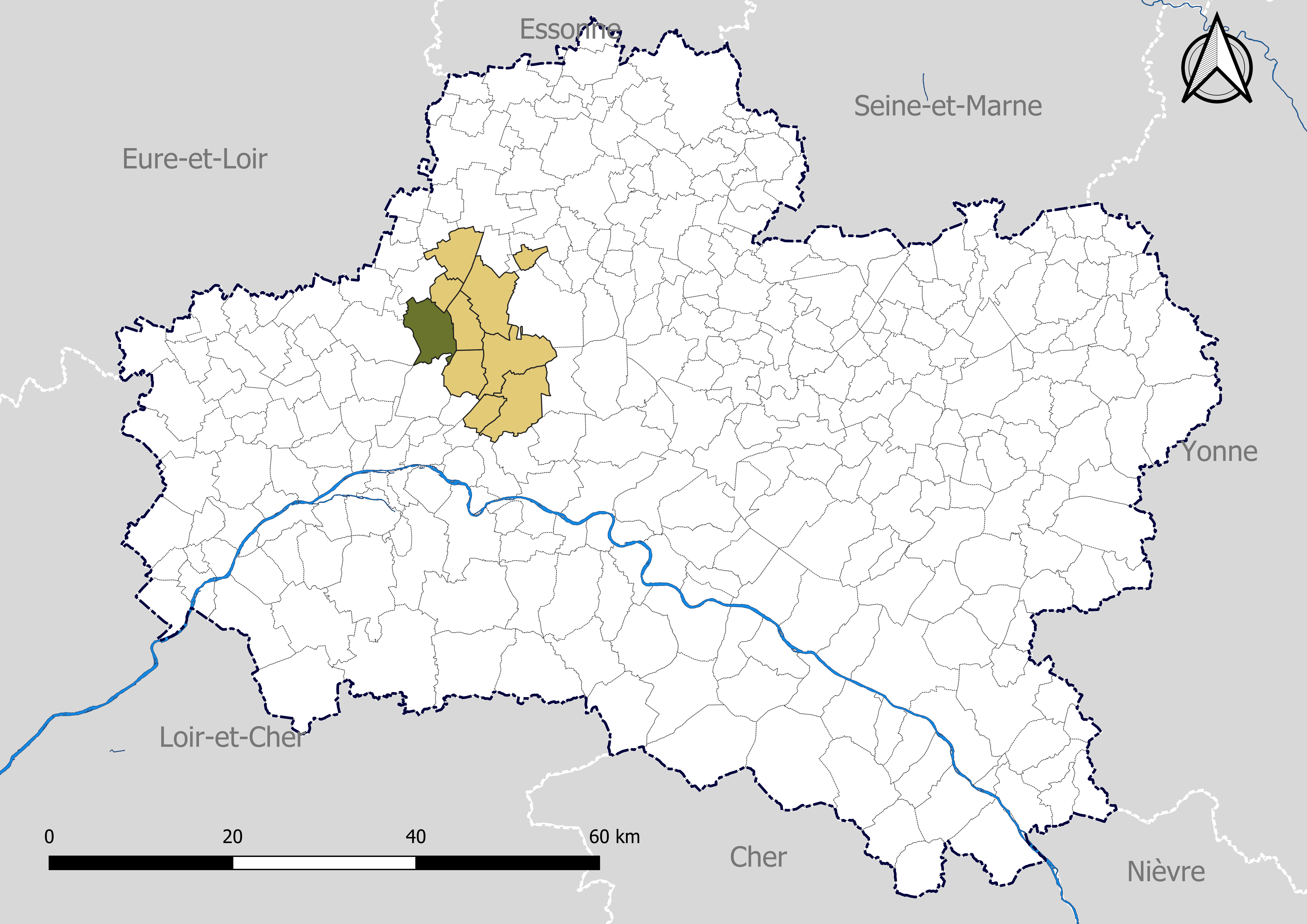
Saint-Lyé-la-Forêt dans la communauté de communes de la Forêt en 2020.
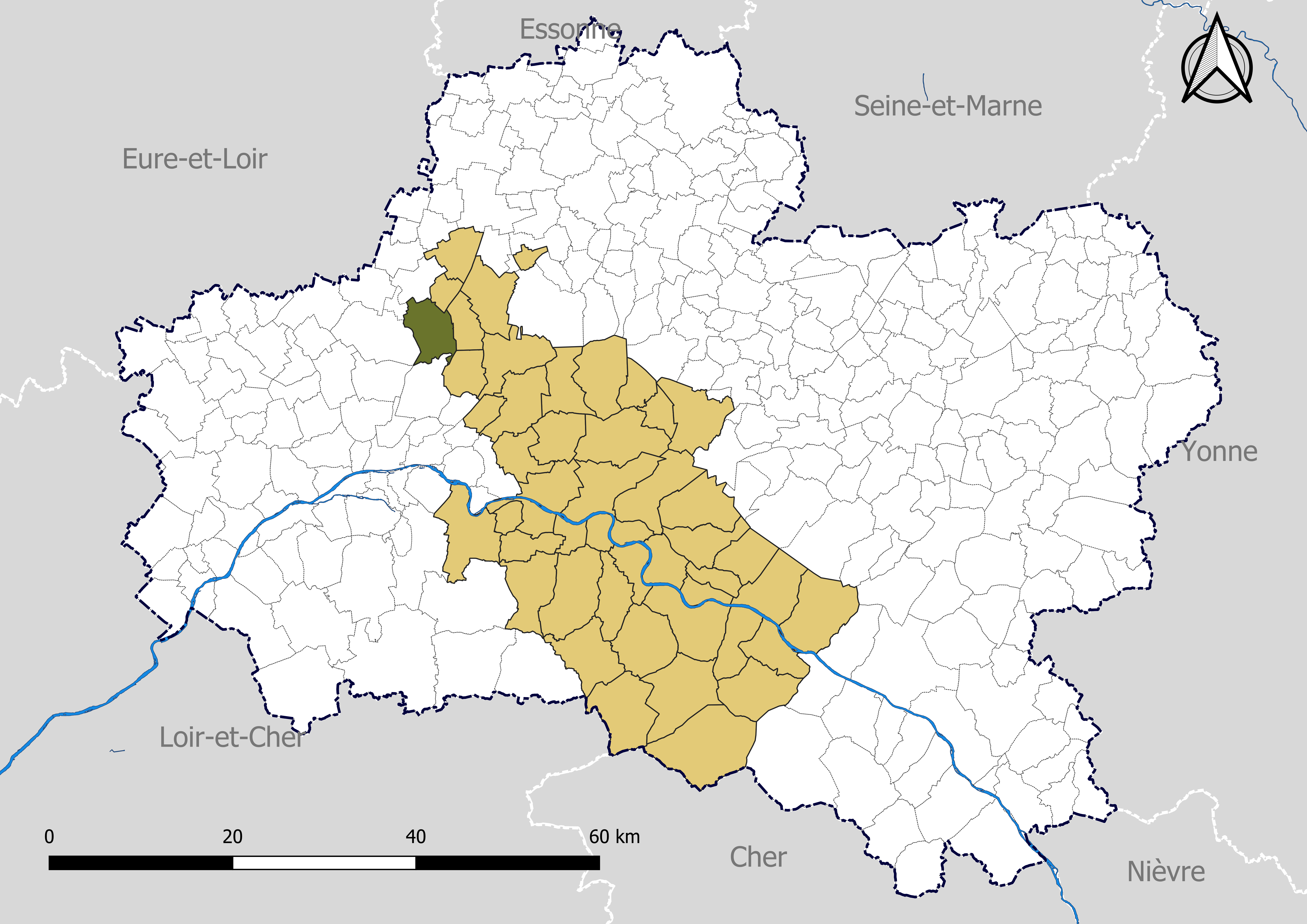
Saint-Lyé-la-Forêt dans le Pôle d'équilibre territorial et rural (PETR) Forêt d'Orléans-Loire-Sologne en 2020.
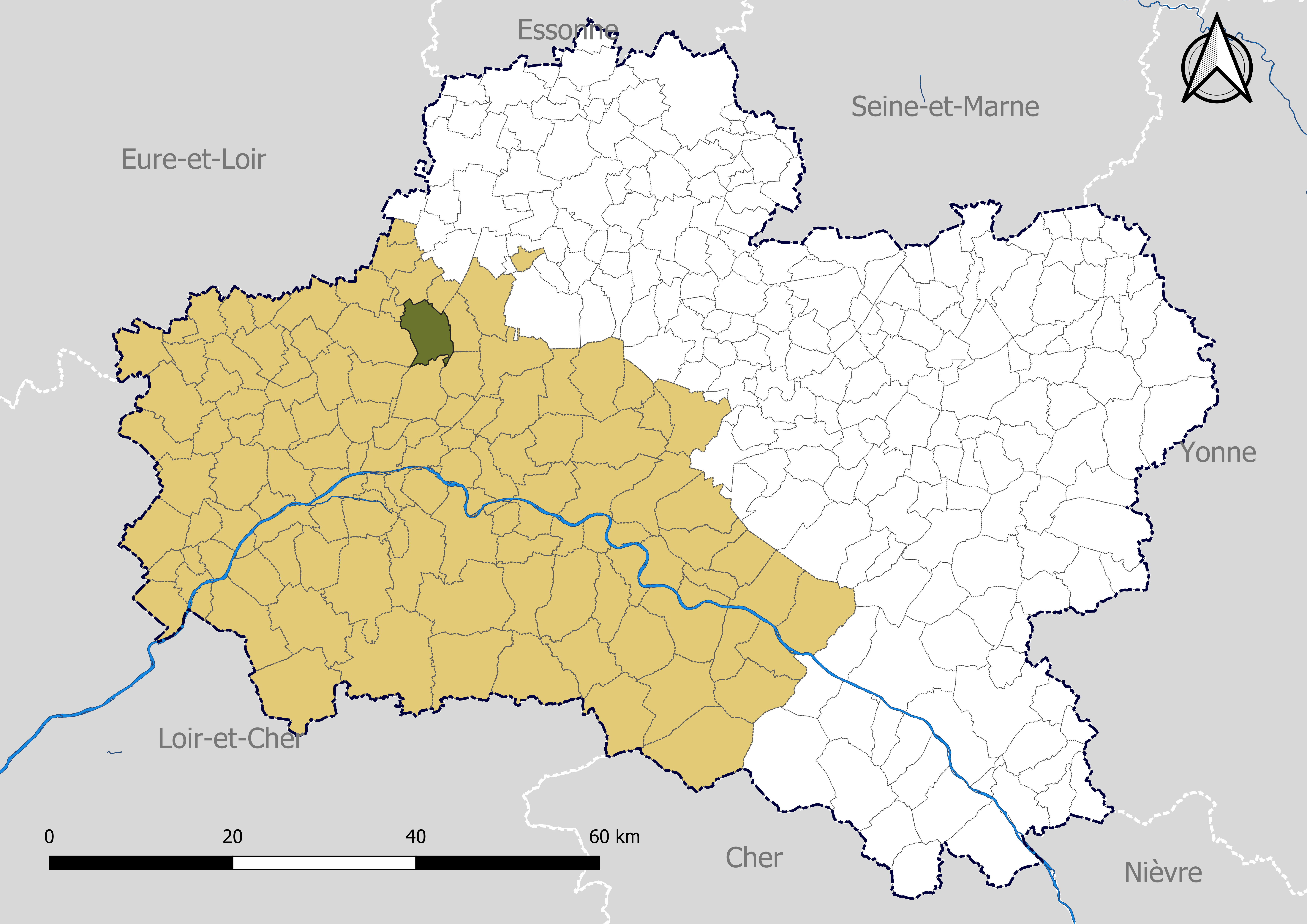
Saint-Lyé-la-Forêt dans l'arrondissement d'Orléans en 2020.

### Politique et administration municipales

#### Conseil municipal et maire
Depuis les élections municipales de 2014, le conseil municipal de Saint-Lyé-la-Forêt, commune de plus de 1 000 habitants, est élu au scrutin proportionnel de liste à deux tours (sans aucune modification possible de la liste),  pour un mandat de six ans renouvelable. Il est composé de 15 membres. L'exécutif communal est constitué par le maire, élu par le conseil municipal parmi ses membres, pour un mandat de six ans, c'est-à-dire pour la durée du mandat du conseil. Jacques Christian Van Belle est maire depuis 2014.
| Période                                  | Période  | Identité                     | Étiquette | Qualité                     |
| ---------------------------------------- | -------- | ---------------------------- | --------- | --------------------------- |
| 1995                                     | 2001     | Christian Bertin             | SE        |                             |
| mars 2001                                | 2014     | Jean-Paul Triffault          |           | Technicien de fabrication   |
| mars 2014                                | mai 2020 | Chantal Beurienne            |           | Retraitée de l'enseignement |
| mai 2020                                 | En cours | Jacques Christian Van Belle, |           | Ancien cadre                |
| Les données manquantes sont à compléter. |          |                              |           |                             |

## Équipements et services

### Environnement

#### Gestion des déchets
Au 31 décembre 2016, la commune est membre du SIRTOM de la région d'Artenay (SIRTOMRA), créé en 1971. Celui-ci assure la collecte et le traitement des ordures ménagères résiduelles en porte à porte, des emballages ménagers recyclables en porte à porte ou en points d’apport volontaire, du verre en points d’apport volontaire et des papiers en points d’apport volontaire. Un réseau de quatre déchèteries accueille les encombrants et autres déchets spécifiques (déchets verts, déchets dangereux, gravats, ferraille, cartons…). La déchèterie la plus proche de la commune est située sur la commune de Neuville-aux-Bois.
L'élimination et la valorisation énergétique des déchets sont effectuées dans l'outil de traitement appelé BEGEVAL, installé à Pithiviers et géré par le syndicat de traitement Beauce Gâtinais Valorisation (BGV) qui regroupe le territoire des trois syndicats de collecte : SMETOM, SITOMAP et SIRTOMRA. Cet outil est composé d’un centre de valorisation matière qui trie les emballages issus de la collecte sélective, les journaux-magazines et les cartons de déchèteries, et d’un centre de valorisation énergétique qui incinère les ordures ménagères résiduelles et le tout-venant incinérable des déchèteries ainsi que les refus du centre de tri.
Depuis le 1er janvier 2017, la « gestion des déchets ménagers » ne fait plus partie des compétences de la commune mais est une compétence obligatoire de la communauté de communes de la Forêt en application de la loi NOTRe du 7 août 2015.

#### Production et distribution d'eau
Le service public d’eau potable est une compétence obligatoire des communes depuis l’adoption de la loi du 30 décembre 2006 sur l’eau et les milieux aquatiques. Au 31 décembre 2016, la production et la distribution de l'eau potable sur le territoire communal sont assurées par la commune.
La loi NOTRe du 7 août 2015 prévoit que le transfert des compétences « eau et assainissement » vers les communautés de communes sera obligatoire à compter du 1er janvier 2020. Le transfert d’une compétence entraîne  de  facto  la  mise  à disposition  gratuite  de  plein droit des biens, équipements et services publics utilisés, à la date du transfert, pour l'exercice de ces compétences et la substitution de la communauté dans les droits et obligations des communes,.

#### Assainissement
La compétence assainissement, qui recouvre obligatoirement la collecte, le transport et l’épuration des eaux usées, l’élimination des boues produites, ainsi que le contrôle des raccordements aux réseaux publics de collecte, est assurée  par la commune elle-même.
La commune est raccordée à une station d'épuration située sur le territoire communal mise en service le 1er juin 1979 et dont la capacité nominale de traitement est de  1 000 EH, soit 150 m3/jour. Cet équipement utilise un procédé d'épuration biologique dit « à boues activées ». Son exploitation est assurée par la commune,.
L’assainissement non collectif (ANC) désigne les installations individuelles de traitement des eaux domestiques qui ne sont pas desservies par un réseau public de collecte des eaux usées et qui doivent en conséquence traiter elles-mêmes leurs eaux usées avant de les rejeter dans le milieu naturel. En 2016, la communauté de communes de la Forêt assure le service public d'assainissement non collectif (SPANC), qui a pour mission de vérifier la bonne exécution des travaux de réalisation et de réhabilitation, ainsi que le bon fonctionnement et l’entretien des installations,.

## Population et société

### Démographie
L'évolution du nombre d'habitants est connue à travers les recensements de la population effectués dans la commune depuis 1793. Pour les communes de moins de 10 000 habitants, une enquête de recensement portant sur toute la population est réalisée tous les cinq ans, les populations de référence des années intermédiaires étant quant à elles estimées par interpolation ou extrapolation. Pour la commune, le premier recensement exhaustif entrant dans le cadre du nouveau dispositif a été réalisé en 2004.
En 2022, la commune comptait 1 235 habitants, en évolution de +7,02 % par rapport à 2016 (Loiret : +1,89 %, France hors Mayotte : +2,11 %).
| 1793 | 1800 | 1806 | 1821 | 1831 | 1836 | 1841 | 1846 | 1851 |
| ---- | ---- | ---- | ---- | ---- | ---- | ---- | ---- | ---- |
| 503  | 710  | 637  | 724  | 681  | 727  | 735  | 752  | 774  |

| 1856 | 1861 | 1866 | 1872 | 1876 | 1881 | 1886 | 1891 | 1896 |
| ---- | ---- | ---- | ---- | ---- | ---- | ---- | ---- | ---- |
| 792  | 888  | 888  | 868  | 825  | 763  | 805  | 745  | 701  |

| 1901 | 1906 | 1911 | 1921 | 1926 | 1931 | 1936 | 1946 | 1954 |
| ---- | ---- | ---- | ---- | ---- | ---- | ---- | ---- | ---- |
| 669  | 623  | 614  | 549  | 526  | 470  | 451  | 457  | 487  |

| 1962 | 1968 | 1975 | 1982 | 1990 | 1999 | 2004 | 2006 | 2009  |
| ---- | ---- | ---- | ---- | ---- | ---- | ---- | ---- | ----- |
| 471  | 439  | 558  | 757  | 974  | 950  | 975  | 989  | 1 083 |

| 2014  | 2019  | 2022  | - | - | - | - | - | - |
| ----- | ----- | ----- | - | - | - | - | - | - |
| 1 128 | 1 202 | 1 235 | - | - | - | - | - | - |

## Culture locale et patrimoine

### Lieux et monuments
- Le château de la Mothe des XVIe et XVIIe siècles est entouré de douves. Ce manoir privé est coiffé de toits à la Mansart et flanqué de deux tours rondes. Les façades, toitures, cour d'honneur et douves sont inscrits à l'inventaire des Monuments historiques depuis le 18 juin 1968[84].

- Si vous ne connaissez pas le sujet, laissez ce bandeau (vous pouvez alors contacter les auteurs).
- Si vous supprimez le contenu mis en cause (vous pouvez préalablement contacter les auteurs),

argumentez précisément cette suppression dans la page de discussion
(un manque de référence n'est pas un argument ; une recherche réelle de référence doit avoir été effectuée, être formellement documentée).
- L’église Saint-Roch est constituée de deux corps de bâtiment. La partie nord formant maintenant le bas-côté a été une église romane de 16 mètres sur 7 dont il ne reste que le mur nord et le clocher. Ce mur était percé de deux étroites fenêtres obstruées apparaissant de part et d'autre d'un contrefort. Elles sont montées en pierres de hauteurs inégales. Le clocher, tour carrée à deux étages, épaulée aux angles de contreforts peu saillants, est percé de petites fenêtres. Sur la façade ouest de cette ancienne église, on peut voir l'ancienne porte aujourd'hui murée. L'arc, sans doute surbaissé, est formé de claveaux soigneusement taillés. Cet ensemble ressemble aux églises de Yèvre-la-Ville et Pithiviers-le-Vieil et en fait une des plus anciennes églises des environs (fin du XIe siècle). À cette église a été ajoutée - fin du XVe siècle, début du XVIe siècle - une construction plus large et plus haute constituant aujourd'hui la nef de l'église actuelle. Cette nef est fermée à l'ouest par une façade percée d'une grande porte avec arc brisé et à l'est par un chœur à trois pans et cinq fenêtres. Le mur sud jouxtant le jardin de l'ancien presbytère est percé de quatre grandes baies vitrées. Au nord-est est l'abside de l'ancienne église remaniée sans doute au même moment. À l'intérieur, l'église apparaît spacieuse, bien éclairée au sud et à l'est et cela donne une idée d'équilibre malgré son asymétrie - un seul bas-côté au nord. La nef est constituée de cinq travées avec trois arcades brisées qui retombent sur des piliers octogonaux. Les voûtes actuelles ont remplacé, en 1898, un lambris de bois. Les grandes fenêtres au sud sont en tiers-point avec pour l'une d'elles un réseau flamboyant d'un élégant dessin. Chaque fenêtre correspond à une travée sauf au niveau du clocher. Une petite porte dans le mur sud débouche sur une sacristie composée de deux pièces dont l'une constitue une salle de réunion, le tout restauré en 1990. Dans le chœur, le mur Est avec trois pans est éclairé de baies avec vitraux représentant des étapes de la vie de Jésus. De chaque côté, une fenêtre plus petite complète l'éclairement Un maître autel en marbre blanc est du plus bel effet. De chaque côté, deux grands candélabres restés dans l'état complètent l'ensemble. À droite de l'autel, dans le mur, une petite fontaine est restée apparente. Le mur du bas-côté est flanqué de trois autels dans l'axe des travées, puis c'est le clocher et un petit chœur avec un autel adossé à l'abside. Toute fa façade ouest est protégée par un caquetoir réhabilité en 1995.

Le mobilier de cette église est assez important et en bon état. Dans la nef, un autel - face au peuple - a été aménagé avec le coffre de l'ancienne chaire surmonté d'un plateau en beau bois.
Un chemin de croix, en métal bien entretenu, est assez original. Adossé à un pilier, un socle de bois sculpté supporte une statue de Jeanne d'Arc. Un dais et une tenture mettent en valeur cet ensemble. Dans le chœur, la croix de procession, bien restaurée, est mise en valeur par une tenture grenat apposée derrière sur le mur. À noter, à la porte de la sacristie, un petit bénitier fait d'un coquillage peu commun.
Dans le bas-côté, au fond ouest, adossée à l'ancienne porte obstruée, une plaque funéraire rappelle Pierre Liegat décédé en 1733. Devant, les fonts baptismaux en grès chiné reposent sur quatre colonnes posées sur un socle bordé de blocs en grès gris chiné. À noter que le bénitier de l'entrée est dans le même matériau. À côté des fonts baptismaux, une fontaine ancienne. Au-dessus de cet ensemble, un Christ en Croix, fait de bois avec deux statues de part et d'autre en bois également faisant penser à la Vierge Marie et à saint Jean au pied de la Croix, au Vendredi saint.
Les trois autels indiqués plus haut sont dédiés l'un à saint Joseph avec l'Enfant Jésus, le deuxième à la Vierge Marie avec l'Enfant, le troisième à saint Lyé avec une peinture le montrant avec des enfants qu'il guérissait de maladies des os. Sous le clocher, une autre plaque funéraire rappelle Guillaume François Dugue de Bagnols, chevalier seigneur de la Mothe Saint Lyé qui habitait le château du bourg et décédé en 1743. Dans l'abside l'autel est surmonté du Sacré-Cœur D'autres statues de saint Lyé, saint Vincent, sainte Thérèse de l'Enfant-Jésus complètent l'ornement de ces autels
Les reliques de saint Lyé, ermite de la forêt d'Orléans ont demeuré longtemps dans une chapelle du village. Au Xe siècle, elles furent transportées à Pithiviers par ordre de l'évêque. De nombreux miracles sont relatés. Puis elles furent brûlées par les calvinistes. Les restes conservés par des chrétiens de Pithiviers furent ramenés à Saint-Lyé en 1664 après bien des péripéties. Elles reposent dans une châsse placée au pied de l'autel qui lui est dédié.
Chaque année, le lundi de Pentecôte, un pèlerinage rassemble un petit nombre de personnes.
L'église a été rénovée à plusieurs reprises, notamment en 1989 - travaux de réfection après une tempête - en 1990 - réfection de la sacristie - en 1993 - réfection d'une partie du carrelage de la nef - en 1995 - réfection de la toiture et du caquetoir - en 1996 - installation du coq et en 1997 - réalisation d'un chemin de promenade autour de l'église et de l'ancien presbytère.

### Héraldique
|  | Les armoiries de Saint-Lyé-la-Forêt se blasonnent ainsi : De gueules à un chêne arraché d'or enclos dans une cordelière en lacs d'amour d'argent nouée en pointe ; le tout enfermé dans une bordure réduite aussi d'or. Création archives départementales du Loiret. Adopté le 23 avril 2013. |